# Al Christie
Alfred Ernest "Al" Christie, född 23 oktober 1881 i London i Ontario, död 14 april 1951 i Los Angeles County i Kalifornien, var en kanadensisk filmregissör, producent och manusförfattare.
Christie ligger begravd på Hollywood Forever Cemetery. Han tilldelades 1960 en stjärna för arbete inom film på Hollywood Walk of Fame vid adressen 6771 Hollywood Blvd.